# Khung đọc mã

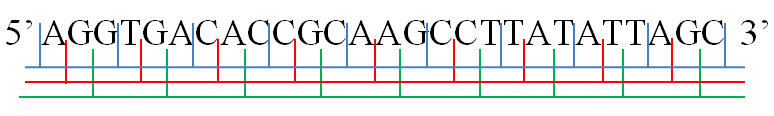
Hình 1: Minh hoạ các kiểu tham chiếu có thể có của khung đọc:
1) AGG·TGA·CAC·CGC·AAG·CCT·TAT·ATT·AGC
2) A·GGT·GAC·ACC·GCA·AGC·CTT·ATA·TTA·GC
3) AG·GTG·ACA·CCG·CAA·GCC·TTA·TAT·TAG·C

Trong sinh học phân tử, khung đọc mã là phạm vi tham chiếu của phức hợp dịch mã trên chuỗi pôlinuclêôtit của phân tử axit nuclêic (thường là mRNA), sao cho thành một tập hợp những bộ ba (côđôn) liên tục, không chồng gối nhau. Nói cách khác, khung đọc mã là cách phân chia chuỗi pôliribônuclêôtit trong phân tử mRNA thành một tập hợp các bộ ba liên tiếp, không chồng chéo, để từ đó hình thành chuỗi pôlipeptit là sản phẩm sơ cấp của quá trình dịch mã.
Thuật ngữ này ở tiếng Anh là "reading frame", ở tiếng Pháp là "cadre de lecture", ở tiếng Đức là "leseraster" đều được dịch là "khung đọc", đều dùng với nội hàm tương tự trên, để chỉ tập hợp côđôn nào "lọt" vào khung, mà từ đó được phức hợp có thể dịch thành amino acid. Trong hầu hết các tài liệu ở Việt Nam có nhắc đến thuật ngữ này, ở ngữ cảnh xác định, thì đều gọi tắt là khung đọc. Trong trường hợp viết tắt như vậy, cần phân biệt khái niệm này với khái niệm khung đọc (reading pane) ở lĩnh vực tin học (Windows Live Hotmail).

## Ví dụ
Sơ đồ trong hình 1 minh hoạ ba kiểu khung đọc, tính theo chiều 5' - 3' của gen.
1. Nếu khung bắt đầu "đọc" từ nuclêôtit đầu tiên trong chuỗi, thì côđôn đầu tiên "lọt" vào khung là AGG, sau đó là các côđôn kế tiếp (màu lơ).
2. Nếu khung bắt đầu "đọc" từ nuclêôtit thứ hai (bỏ A ở vị trí đầu tiên) trong chuỗi, thì côđôn đầu tiên "lọt" vào khung là GGT, sau đó là các côđôn kế tiếp (màu đỏ).
3. Nếu khung bắt đầu "đọc" từ nuclêôtit thứ ba (bỏ AG ở phía đầu 5') trong chuỗi, thì côđôn đầu tiên "lọt" vào khung lại là GTG, sau đó là các côđôn kế tiếp (màu lục).

Kết quả là tạo ra các sản phẩm khác nhau.

## Cách đọc mã

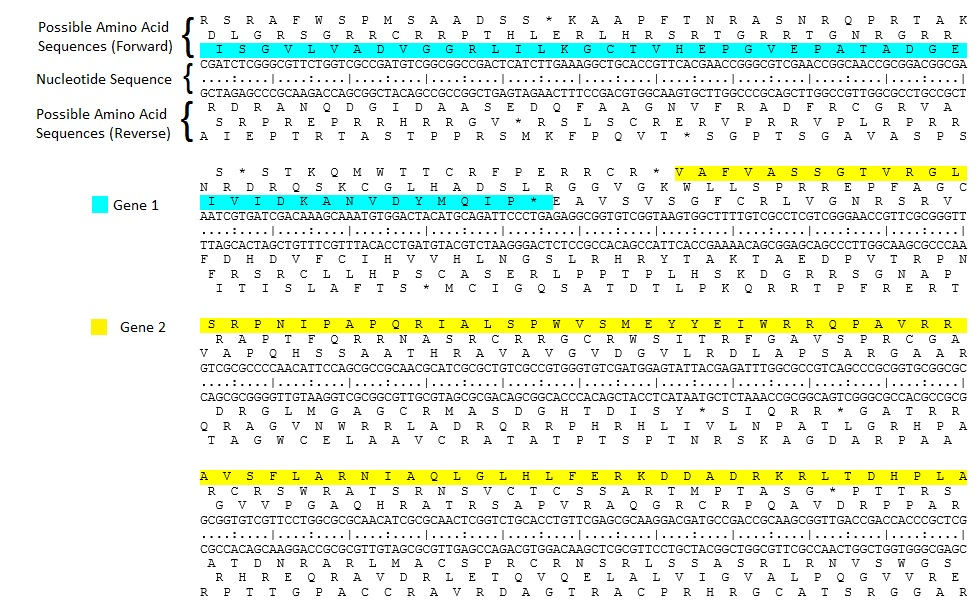
Hình 2: Sáu cách đọc khác nhau từ cùng một đoạn DNA cho ra kết quả khác nhau.

- DNA mã hóa 20 loại amino acid chủ yếu và thường gặp nhất là 61 bộ ba mã hoá và 3 bộ ba kết thúc dịch mã. Về mặt lí thuyết, bất kỳ chuỗi DNA nào cũng có thể được đọc theo 6 cách khác nhau: 3 khung đọc theo một hướng (như ở ví dụ trên) và 3 khung đọc theo hướng ngược lại, từ đó tạo ra 6 chuỗi pôlipeptit có trình tự amino acid khác hẳn nhau (xem hình 2).
- Tuy nhiên, ở hầu hết các loài sinh vật đã được nghiên cứu, thì khi phiên mã (tổng hợp phân tử RNA), enzim RNA pôlimêraza đọc mạch gen khuôn mẫu theo hướng 3 '→ 5', nên RNA được hình thành theo hướng 5 '→ 3'.[6][7][8] Do đó, khi mRNA (RNA thông tin) làm khuôn dịch mã, thì chỉ được đọc theo một chiều (theo hướng 5 '→ 3'), nên chỉ chứa tối đa ba khung đọc có thể có. Trong 3 kiểu đọc này chỉ có một khung đọc được dịch để tạo nên sản phẩm là chuỗi pôlipeptit. Bởi vậy có tác giả còn gọi khung đọc là một tập hợp nhiều bộ ba mã hoá, liên tiếp nhau, cung cấp mã cho một chuỗi amino acid.[9]

## Khung đọc mở

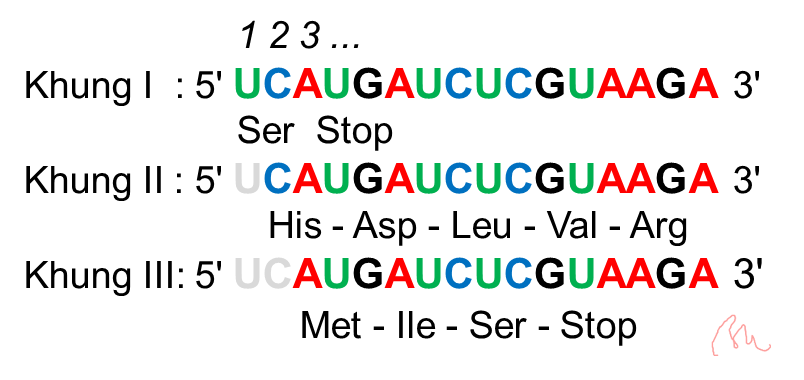
Hình 3: Khung III là khung đọc mở.

Trong 6 cách tham chiếu ở cùng một chuỗi pôlinuclêôtit như trên, thì chỉ có thể có một cách tham chiếu dẫn đến kết quả tạo ra chuỗi pôlipeptit, nếu tham chiếu đó bắt đầu từ côđon 5' AUG 3' và kết thúc bằng côđon 5' UAA 3', hay 5' UAG 3' hoặc 5' UGA 3'.
Giả sử có chuỗi pôlinuclêôtit trên phân tử mRNA với trình tự là: 5' UCAUGAUCUCGUAAGA 3', được đọc theo chiều 5'→3' (hình 3). Có ba cách đọc mã, do đó có ba khung đọc như sau.
- Nếu tham chiếu (đọc) từ nuclêôtit số 1 thì được khung đọc I, với kết quả trên lí thuyết là chỉ có một axit  amin là Ser (Xê-rin).
- Nếu tham chiếu (đọc) từ nuclêôtit số 2 thì được khung đọc II, với kết quả trên lí thuyết là His-Asp-Leu-Val-Arg (Histiđin-Asparagin-Lơxin-Valin-Acginin).
- Nhưng hai kết quả trên không thu được trong thực tế, bởi vì "phức hợp dịch mã" không thể "hiểu" nó cần khởi đầu từ đâu và phải kết thúc chỗ nào. Chỉ có khung III bắt đầu tham chiếu từ bộ ba mở đầu (start codon) mã hoá Met (mêtiônin) và có mã dừng (stop codon) mới cho dịch mã có kết quả. Khung III được gọi là khung đọc mở (open reading frame, thường viết tắt là ORF.

Theo nghĩa rộng hơn, khung đọc mở (ORF) là khung đọc có khả năng được phiên mã thành RNA và được dịch mã thành prôtêin đòi hỏi một chuỗi nuclêôtit liên tục từ cođon mở đầu, qua một vùng tiếp theo thường có độ dài là bội số của 3 nuclêôtit, đến cođon dừng (mã kết thúc) trong cùng một khung đọc.